# SN 2010ck
SN 2010ck – supernowa typu II odkryta 25 kwietnia 2010 roku w galaktyce M+06-31-61. W momencie odkrycia miała maksymalną jasność 16,10m.